# Genfer Internationales Zentrum für Humanitäre Minenräumung
Das Genfer Internationale Zentrum für Humanitäre Minenräumung ist eine internationale Organisation, die sich für die Beseitigung von Antipersonenminen und den humanitären Auswirkungen anderer Landminen und explosiver Kriegsmunitionsrückstände einsetzt.
Seine Rechtsform ist eine Stiftung mit Sitz in der Schweiz. Es wurde im April 1998 von der Schweiz und anderen Staaten gegründet und schloss 2003 mit der Schweizer Regierung ein Sitzabkommen ab, das ihm Unabhängigkeit und Handlungsfreiheit garantiert. Ungefähr 20 Staaten und internationale Organisationen finanzieren das Zentrum, das mehr als 40 Angestellte hat. Das GICHD sieht sich den humanitären Prinzipien von Menschlichkeit, Unparteilichkeit, Neutralität und Unabhängigkeit verpflichtet.

## Arbeitsbereich
Das GICHD leistet operative Unterstützung, generiert und verbreitet Fachwissen und verbessert Qualitätsmanagement und Standards in Zusammenarbeit mit seinen Partnern. Es fördert völkerrechtliche Instrumente mit dem Ziel, die Kapazität und Professionalität der humanitären Minenräumung zu verbessern.
Gemäss der Definition der Vereinten Nationen beruht die humanitäre Minenräumung auf fünf Pfeilern:
- Räumung von Minen und explosiven Kriegsmunitionsrückstände,
- Aufklärung der Bevölkerung über die Minengefahr
- Opferhilfe einschließlich der Rehabilitation und Reintegration
- Zerstörung von Lagerbeständen
- Unterstützung eines totalen Verbots von Antipersonenminen, Entwicklung und Einhaltung völkerrechtlich relevanter Instrumente.

Das GICHD ist in allen fünf Punkten aktiv, ausser in der medizinischen Unterstützung der Opfer. Der Arbeitsbereich des Zentrums umfasst Antipersonenminen und alle anderen Arten von Minen und explosiven Kriegsmunitionsrückständen (ERW) im weitesten Sinne, inklusive Sprengfallen, Blindgänger (UXO), aufgegebene explosive Kampfmittel (AXO) und Streubomben. Das gesamte Spektrum der humanitären Minenräumung, sei es eine Situation der Krisenintervention, des Wiederaufbaus, der Friedensförderung oder der Entwicklungszusammenarbeit, ist abgedeckt vom GICHD. Dabei respektiert das Zentrum die Hauptverantwortung betroffener Staaten und unterstützt die Entwicklung lokaler Initiativen und den damit verbundenen Aufbau von Kompetenzen sowie Kapazitäten.
Das GICHD arbeitet vor allem mit nationalen Regierungen, aber auch mit internationalen und regionalen Organisationen, lokalen und internationalen Nichtregierungsorganisationen, Forschungszentren und kommerziellen Firmen, die im Bereich der humanitären Minenräumung und der explosiven Kriegsmunitionsrückstände tätig sind.

## Operationelle Unterstützung
Das GICHD stellt Dienstleistungen und Produkte für Behörden, Nichtregierungsorganisationen und betroffene Menschen zur Verfügung. Die operationelle Unterstützung macht mehr als achtzig Prozent der Aktivitäten des Zentrums aus.
Die operationelle Unterstützung beinhaltet folgende Aspekte:
- Installation und Unterstützung des Informationsmanagementsystems für Humanitäre Minenräumung (IMSMA)
- Kurzmissionen zu nationalen Minenräumbehörden und -programmen, um deren Aktivitäten im Feld zu unterstützen und zu beraten
- Durchführung von Ausbildungen und Aktivitäten zur operativen Unterstützung im Feld
- Beratung nationaler Behörden beim Verfassen nationaler Gesetzgebung
- Beratung in der Prioritätensetzung nach sozio-ökonomischen Prinzipien
- Unterstützung nationaler Behörden in der Umsetzung von vertraglichen Verpflichtungen
- Unterstützung und Beratung nationaler Behörden in der Zerstörung der Lagerbestände von Antipersonenminen

### Forschung und Studien
- Entwicklung verbesserter Methodologien und optimaler Verfahren (best practices) für manuelle und mechanische Minenräumung sowie Minendetektion durch Tiere
- Erprobung und Einschätzung neuer Detektionstechniken hinsichtlich ihrer Anwendbarkeit
- Entwicklung verbesserter Risikomanagementmethodologien
- Veröffentlichung von Studien und Handbüchern
- Durchführung von Evaluationen, um Erfahrungen (lessons learnt) in der humanitären Minenräumung anzuwenden

### Verbesserung von Qualitätsmanagement und Standards
- Entwicklung der Internationalen Minenräumstandards (IMAS) im Auftrag der Vereinten Nationen[2]
- Unterstützung nationaler Behörden in der Entwicklung nationaler Standards (NMAS)[3]
- Entwicklung von Evaluationsmethodologien und Stärkung der Evaluationskapazitäten in von Minen betroffenen Ländern[4]

## Informationsmanagementsystem für humanitäre Minenräumung (IMSMA)
Eines der Hauptprodukte des Zentrums ist IMSMA, eine Software, die 1999 zum ersten Mal im Kosovo eingesetzt wurde. Seither hat sich IMSMA zum weltweit bevorzugten Instrument des Informationsmanagements in der humanitären Minenräumung entwickelt. IMSMA erlaubt die Erfassung, Analysierung und Aufbereitung von Daten und ermöglicht den Ländern so eine vereinfachte Koordination und Priorisierung ihrer Minenräumaktivitäten.

### Einführung des Systems
IMSMA wurde vom GICHD entwickelt und ist eine betriebsfertige Computerdatenbank, die gekoppelt ist mit einem geographischen Informationssystem (GIS) mit weitreichenden Kartographierungsfähigkeiten. Das System ist als Managementhilfe für humanitäre Minenräumer und Kampfmittelbeseitigungsspezialisten entworfen worden und vereinfacht den Verantwortlichen der humanitären Minenräumung die Entscheidungsfindung, die Koordination und die Informationsmanagementaufgaben im Feld. IMSMA wird zurzeit in über vierzig Minenräumprogrammen weltweit eingesetzt.

### Verteilungsrichtlinien
IMSMA wird Regierungen von Minen betroffenen Ländern auf Anfrage zur Verfügung gestellt und kostenlos installiert. Das System ist lizenziert und geistiges Eigentum des GICHD. Es ist weder Freeware noch Shareware. Die Verteilung des Systems wird durch Lizenzabkommen gesichert, um zu garantieren, dass das Zentrum die im Einsatz stehenden Systeme warten und unterstützen kann sowie die erfassten Daten richtig abgesichert werden.

## Unterstützung von Instrumenten des Völkerrechts

### Antipersonenminenkonvention (AP MBC)
Die Konvention über das Verbot des Einsatzes, der Lagerung, der Herstellung und der Weitergabe von Antipersonenminen und über deren Vernichtung, auch als Antipersonenminenkonvention (AP MBC) oder Ottawa-Konvention bekannt, ist der Grundpfeiler der Bemühungen, die von Antipersonenminen verursachten Leiden und Unfälle zu beenden. Die Konvention enthält ein umfassendes Verbot von Antipersonenminen und bietet einen Rahmen für die Bewältigung der humanitären Auswirkungen von Minen sowie Mechanismen, um die Zusammenarbeit zur Umsetzung der Konvention zu vereinfachen. Die Erarbeitung der Konvention wurde am 18. September 1997 abgeschlossen und die Konvention trat am 1. März 1999 in Kraft. Bis zum 1. September 2007 sind 155 Staaten der Konvention beigetreten. 
Das GICHD besitzt Beobachterstatus an den Konferenzen der Mitgliedstaaten der AP MBC. Seit 1999 hat das GICHD die Umsetzung der Konvention in erster Linie durch die Veranstaltung von Treffen der ständigen Komitees, die von den Mitgliedstaaten der Konvention eingesetzt wurden, unterstützt. Im September 2001 betrauten die Mitgliedstaaten das GICHD mit der Aufgabe, ihre Bemühungen durch die Schaffung einer Einheit zur Umsetzung der Konvention (Implementation Support Unit – ISU) stärker zu unterstützen. Die Aufgaben der ISU umfassen die Unterstützung und Beratung des Präsidenten der Konferenzen der Mitgliedstaaten, sowie der Co-Präsidenten der ständigen Komitees, die Öffentlichkeitsarbeit der Konvention und ihrer Umsetzung und die Entwicklung sowie die Unterhaltung eines Dokumentationszentrums. Im Auftrag einer Gruppe von Geberstaaten verwaltet das GICHD das AP MBC-Stipendien-Programm. Zusätzlich stellt das GICHD den Mitgliedstaaten Expertise zur Minenräumung, zur Aufklärung der Bevölkerung über die Minengefahr und zur Zerstörung von Lagerbeständen zur Verfügung.

### Konvention über bestimmte konventionelle Waffen (CCW)
Das Übereinkommen über das Verbot oder die Beschränkung des Einsatzes bestimmter konventioneller Waffen, die übermäßige Leiden verursachen oder unterschiedslos wirken können, auch als Konvention über bestimmte konventionelle Waffen (CCW) bekannt, wurde am 10. Oktober 1980 abgeschlossen und trat am 2. Dezember 1983 in Kraft. Die Konvention wurde 1996, 2001 und 2006 überprüft. Der Generalsekretär der Vereinten Nationen fungiert als Depositar der Konvention. Am 1. September 2007 waren 102 Staaten Mitglieder der Konvention. Das GICHD hat Beobachterstatus an den Treffen der Vertragsstaaten, die im Rahmen der CCW stattfinden. Die CCW ist eine Rahmenkonvention mit fünf Protokollen, die den Gebrauch bestimmter Waffen, die übermässige Leiden verursachen können oder nicht zwischen Soldaten oder Zivilpersonen unterscheiden, verbieten oder einschränken. Die Waffen, die in der Konvention behandelt werden, umfassen:
- Waffen, die nichtentdeckbare Splitter im Körper hinterlassen (Protokoll I – 1980),
- Minen, Sprengfallen und andere Vorrichtungen (Protokoll II – 1980, abgeändert 1996),
- Brandwaffen (Protokoll III – 1980),
- Blindmachende Laserwaffen (Protokoll IV – 1995) und
- Explosive Kriegsmunitionsrückstände (Protokoll V – 2003).

Seit 1999 hat das GICHD die Konvention durch Expertise und Beratung zur Förderung der Entwicklung und der Einhaltung von Verpflichtungen unterstützt. Auf Anfrage kann das Zentrum jederzeit Vertragsstaaten in ihren Bemühungen unterstützen, das menschliche Leiden zu vermindern, das durch Minen, Sprengfallen und andere Vorrichtungen, explosive Kriegsmunitionsrückstände und Streubomben verursacht wird.

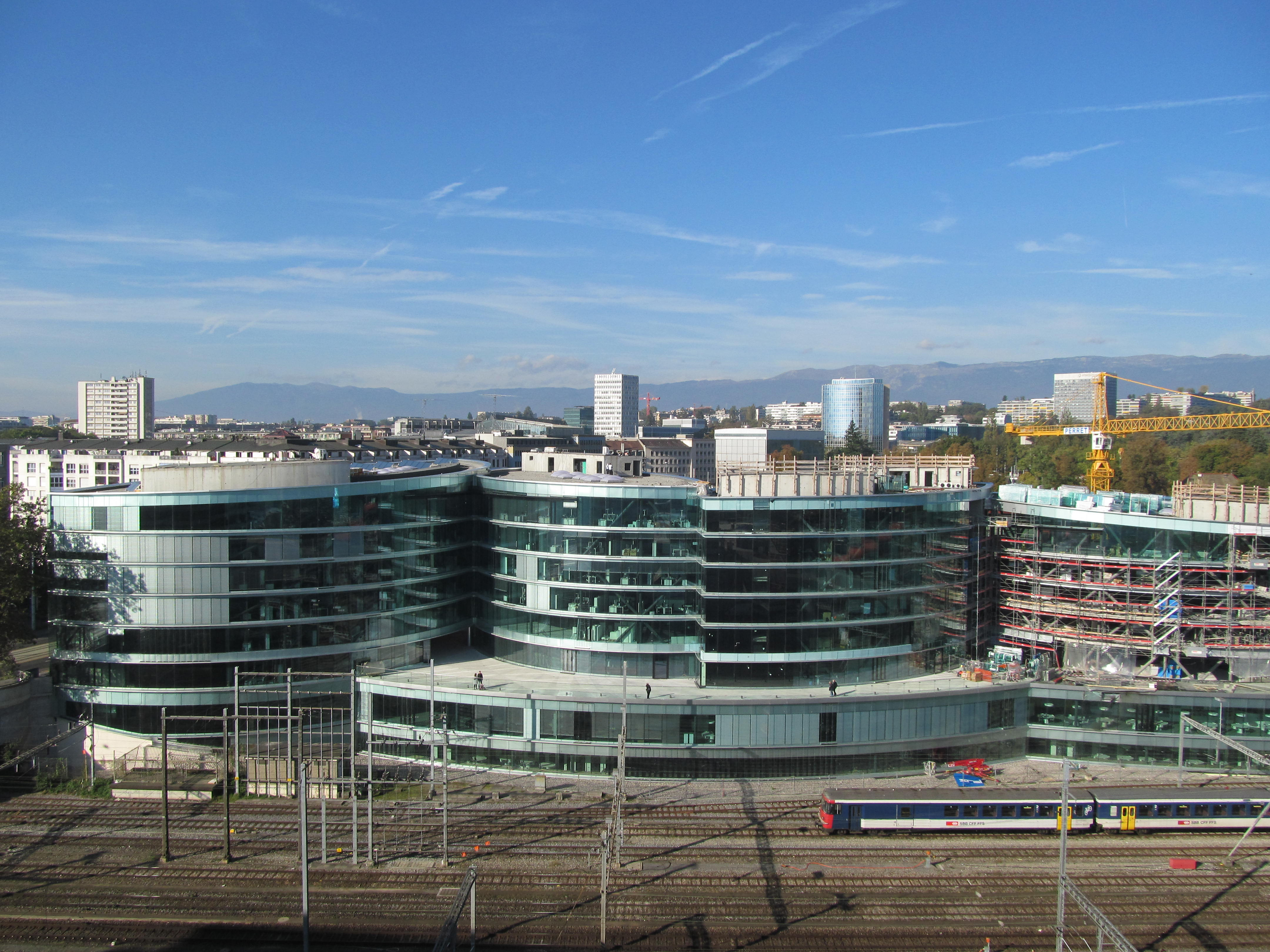
Das Maison de la paix 2013 im Bau.

## Maison de la paix
Das GICHD bildet zusammen mit dem Geneva Centre for the Democratic Control of Armed Forces und dem Genfer Zentrum für Sicherheitspolitik die drei Genfer Zentren. Diese stellen einen fundamentalen Teil der Schweizer Sicherheitspolitik dar. Die drei Genfer Zentren sind seit 2014 gemeinsam im Maison de la paix (Haus des Friedens) ansässig, das vom Eidgenössische Departement für Verteidigung, Bevölkerungsschutz und Sport (VBS) in Auftrag gegeben wurde.